# David Navarro Brugal
David Navarro Brugal (Esparreguera, 22 de abril de 1983) é um basquetebolista profissional espanhol que atualmente joga pelo MoraBanc Andorra. O atleta que tem 1,86 m de altura, atua como armador e é profissional desde 2001.